# Nazionale di atletica leggera della Francia
La nazionale di atletica leggera della Francia è la rappresentativa della Francia nelle competizioni internazionali di atletica leggera riservate alle selezioni nazionali.

## Bilancio nelle competizioni internazionali
La nazionale francese di atletica leggera vanta 29 partecipazioni ai Giochi olimpici estivi su 29 edizioni disputate, sebbene la partecipazione ai Giochi di Saint Louis 1904 sia dubbia, essendo legata alla presenza di Albert Corey, che da alcune fonti è considerato statunitense e da altre francese.
L'atleta francese più medagliato ai Giochi olimpici è il mezzofondista e maratoneta Alain Mimoun, capace di conquistare 4 medaglie olimpiche, di cui 1 d'oro (nella maratona a Melbourne 1956) e 3 d'argento.